# Eumichtis rupicola
Eumichtis rupicola är en fjärilsart som beskrevs av Turati 1934. Eumichtis rupicola ingår i släktet Eumichtis och familjen nattflyn. Inga underarter finns listade i Catalogue of Life.